# Mario De Scalzi
Mario De Scalzi Da Pozzo (La Spezia, 14 novembre 1952) è un giornalista italiano.
De Scalzi è stato il condirettore di NewsMediaset. In precedenza è stato vice direttore e poi direttore a interim del TG2 e vicedirettore del TG5, allora sotto la direzione di Enrico Mentana. Il 2 novembre 1994 viene nominato vicedirettore del Tg2 diretto da Clemente J. Mimun e sarà confermato anche dai successori Mauro Mazza e Mario Orfeo.
De Scalzi nella sua vicedirezione al Tg2 ha creato rubriche come Tg2 Costume e Società, Tg2 Punto.it e Tg2 E...state con costume, dopo il passaggio di Mauro Mazza dal Tg2 a Rai 1 il 12 giugno 2009 De Scalzi viene nominato direttore ad interim del Tg2, durante la sua direzione ad interim nei corridoi della Rai si vociferava di una probabile nomina definitiva a direttore del Tg2 ma il 23 luglio 2009 il CDA della Rai vota ad unanimità la nomina di Mario Orfeo come nuovo direttore della testata giornalistica di Rai 2 e tornerà a svolgere l'incarico di vicedirettore del telegiornale.
Dopo le dimissioni di Mario Orfeo passato a dirigere Il Messaggero e dopo lo slittamento della nomina di Susanna Petruni a direttore del Tg2 visto il forte dibattito nel consiglio d'amministrazione della Rai l'azienda decise di rinviare la nomina e di rinominare De Scalzi come direttore ad interim.
Il 22 giugno 2011 il Consiglio di Amministrazione della Rai, a causa della scadenza della sua direzione ad interim, nomina come suo successore il vicedirettore Marcello Masi, anche lui ad interim ma che successivamente sarà confermato.
Dal 26 luglio 2011 diventa nuovo vicedirettore del Tg5, ritrovando Clemente Mimun, che è stato suo direttore al Tg2 dal 1994 al 2002.
Dall'11 novembre 2011 diventa condirettore di News Mediaset, affiancando Mario Giordano, che si occuperà principalmente del canale all news di Mediaset TGcom24.